# Справа Єврейського антифашистського комітету

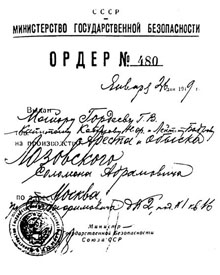
Ордер на арешт Лозовського

Справа Єврейського антифашистського комітету — один з епізодів післявоєнних політичних репресій в СРСР.
Справа була порушена відносно групи єврейських громадських діячів СРСР — членів Єврейського антифашистського комітету (ЄАК) в 1948 році і тривала до 1952 року. 13 з 15 обвинувачених у кримінальній справі, включаючи С. А. Лозовського, І. С. Фефером та інших керівників ЄАК, були розстріляні 12 серпня 1952 року. Всього у справі ЄАК було репресовано 125 осіб, в тому числі 23 були розстріляні і 6 померли в ході слідства. Згодом всі засуджені у цій справі були реабілітовані. Ряд дослідників розцінюють справу ЄАК як прояв політики державного антисемітизму в СРСР.

## Попередні події
Єврейський антифашистський комітет під керівництвом театрального актора і режисера Соломона Міхоелса був створений в 1942 році одночасно з жіночим, молодіжним, всеслов'янськими комітетами та комітетом вчених, котрі повинні були забезпечувати підтримку СРСР під час війни з Німеччиною з боку відповідних зарубіжних кіл. Після війни в ЄАК перебувало 70 осіб, зокрема 15 членів президії. Їхню роботу забезпечували 18 штатних співробітників апарату і 60 співробітників редакції газети «Ейнікайт».
В післявоєнні роки висока популярність комітету і його зарубіжні зв'язки стали заважати Сталіну. Під кінець війни, а також після неї, ЄАК був залучений до документування подій Голокосту. Це було всупереч офіціальній радянській політиці уявлення злочинів нацистів як злочинів проти всіх радянських громадян і не акцентуючи увагу на геноциді євреїв.Офіційно згадували про жертви серед євреїв насамперед за все в Німеччині і інших окупованих нацистами державах, але не на території СРСР. Радянська історіографія не виділяла відомості про знищення євреїв нацистами на території  СРСР в самостійну дослідницьку проблему. ЄАК також перемкнувся на захист интересів єврейського населення в середині країни, особливо тої частини євреїв, яка прагнула до культурної автономії, що заперечувало початковим планам Сталіна, створившого ЄАК як орган пропаганди за кордоном. Крім того, незадоволення Сталіна викликав особисто Міхоелс, на якого органами держбезпеки був сфабрикований компромат. Безпосередній «куратор» ЄАК, заступник міністра закордонних справ і керівник Радінформбюро Соломон Лозовський був звільнений з МЗС в 1945 році і позбавлений посади директора Радінформбюро в 1947 році.
Літом 1946 року Відділом зовнішньої політики ЦК ВКП(б) була організована перевірка діяльності ЄАК. Заступник начальника відділу Олександр Панюшкін заявив керівникам ЄАК Соломону Міхоелсу и Ісааку Феферу про намір закрити організацію. Але на той момент справа обмежилася виводом ЄАК з структури Радінформбюро і передачею під прямий контроль ВЗП (Відділа Зовнішньої Політики ЦК ВКП(б) 1 серпня 1946 року. 12 жовтня 1946 року Міністерство держбезпеки СРСР направило в ЦК ВКП(б) і Раду Міністрів СРСР записку «О националистических проявлениях некоторых работников Еврейского антифашистского комитета».
12 січня 1948 року по особистому наказу Сталіна Міхоелс був вбитий в Мінську групою офіцерів держбезпеки. Під час відрядження вони виманили його з готелю, відвезли на дачу голови МДБ Білорусії Лаврентія Цанави і вбили. Після цього вони інсценували автомобільну катастрофу, а тіло кинули на вулиці в місті. Міхоелсу були влаштовані урочисті похорони, але, тим не менш, розповсюдилась думка, що це не випадкова смерть, а вбивство. 26 жовтня 1948 року учасники вбивтва «за образцовое выполнение специального задания правительства» були нагороджені орденами і особисто Цанава — орденом Червоного Прапора .
14 травня 1948 року була проголошена держава Ізраїль. Спочатку СРСР сприяв цьому надіючись на те, що вона може стати близькосхідним союзником СРСР. Але виникла проблема, пов'язана с активизацією радянських євреїв, яка викликала незадоволення влади. Апогеєм стало прибуття в СРСР 11 вересня Ізраїльської місії на чолі з Голдою Меєр і захоплена реакція на це єврейської спільноти Москви. Відносини з Ізраїлем не склалися, і з серпня 1948 року почалось посилення жорсткої позиції СРСР до Ізраїля і сіонізму.

## Розпуск ЄАК та інших єврейських організацій
Були закриті також газета «Ейнікайт» і видавництво, що її випускало «Дер Емєс» (Правда), на той час остання єврейська газета та останнє еврейське видавництво в країні. Паралельно розпочались арешти в керівництві Єврейської автономної області, були розпущені єврейські письменницькі союзи і закриті 4 (чотири), що ще залишилися, єврейські середні школи з навчанням на ідиші (в Чернівцях, Вільнюсі, Каунасі і Біробіджані, 1948). 1 грудня 1949 року був зачинений Московський державний єврейський театр, були зачинені також останні, що залишилися єврейські театри — БілГОСЕТ в Мінську і Києвський ГОСЕТ в Чернівцях (1949—1950).
У січні 1949 року радянські засоби масової інформації почали пропагандистську кампанію проти «космополітів», явно націлену проти євреїв СРСР.  Таким чином влада почала хвилю наступу на єврейську культуру. Поет Шмерке Качергінський опублікував у Парижі статтю «К ликвидации еврейской культуры в СССР», а поет Перец Маркіш висловився ще жорсткіше: «Гітлер хотів зруйнувати нас фізично, Сталін хоче зробити це духовно». Вихід друкованої продукції (зокрема книжки) їдишем було повністю заборонено, було навіть знищено останній набір друкарських давньоєврейських шрифтів. 15 червня 1949 року Головліт видав наказ № 620, за яким із бібліотек і книготорговельної мережі вилучалося близько 500 найменувань книг єврейських авторів російською мовою — як «сіоністських» або «націоналістичних». Євреїв масово звільняли з роботи. Аналогічні репресивні хвилі пройшли і в союзних республіках СРСР.
Політику режиму стосовно євреїв Костирченко назвав «каральної асиміляцією». Розпуск ЄАК, на його думку, став початком організованого зверху викорінення всього єврейського у літературі, культурі і соціальному житті країни.
Костирченко вважав, що долею ЄАК розпорядився особисто Сталін. З ним не згоден Жорес Медведєв, який зазначає, що 20 листопада Сталін перебував на відпочинку біля Сочі, а документ Політбюро завізований не особистим підписом, а факсиміле. У Москві Сталіна заміщав Р. М. Маленков. Медведєв вважає, що цим пояснюється і заборона на арешти, які Сталін «хотів контролювати особисто». Ключова роль Маленкова у справі ЄАК в частині контролю над слідством і судом зазначається також Комісією з вивчення сталінських репресій Політбюро ЦК КПРС.

## Арешти
Першим у цій справі, 16 вересня (ще до розпуску ЄАК) в Києві був заарештований поет Давид Гофштейн. Після 6 тижнів допитів його перевели до Москви. 16 грудня він під тиском слідства обмовив Міхоелса, Фефера та інших керівників ЄАК.
Ключовим моментом був арешт 24 грудня голови ЕАК Іцика Фефера, який вже до цього почав активну співпрацю з МГБ. Перец Маркіш, дізнавшись про арешт Фефера, сказав: «Ця скотина потягне за собою дуже багатьох». У той же вечір співробітники держбезпеки вивезли директора Єврейського театру Веніаміна Зускіна з лікарні, де він спав під дією снодійного. Отямився він на наступний день в тюремній камері.
Арешти були продовжені після Нового року, 13 січня були заарештовані головний лікар Центральної клінічної лікарні ім. Боткіна Борис Шимеліойович і співробітник Радінформбюро Йосип Юзефович. У ту ж ніч заарештували дружину і сестру Іцика Фефера.
З 24 по 28 січня було заарештовано ще 9 осіб: Ілля Ватенберг і його дружина Чайка Ватенберг-Островська, Давид Бергельсон, Лейб Квітко, Соломон Лозовський, Емілія Теумин, Перец Маркіш і Ліна Штерн. 29 січня був заарештований 65-ти літній академік Яків Парнас — у той же день він помер у в'язниці.
Особливо був обставлений арешт Лозовського. 13 січня він був викликаний в ЦК до Маленкова і Шкірятову, які докладно допитали його за його участі в проекті створення в Криму єврейської автономії, який згодом став одним з найважливіших пунктів кримінальної справи. Сталін особисто відредагував проект постанови Політбюро про виключення Лозівського з партії в зв'язку з тим, що він «змовлявся за спиною ЦК ВКП(б) з єврейським антифашистським комітетом про те, як виконати план американських капіталістичних кіл щодо створення в Криму єврейської держави», а також постачав державними секретами американських розвідників" Гольдберга і Новика (обидва вони були американськими комуністами, а Гольдберг і зовсім співпрацював з МДБ). 26 січня після отримання Сталіним вибитих на допиті у Юзефовича свідчень проти Лозівського останній був заарештований.
До кінця лютого були заарештовані також поет Самуїл Галкін, заступник міністра держконтролю РРФСР Соломон Брегман, редактори і керівники видавництв Гершл Жиц, Соломон Рабинович, Соломон Котляр, Лев Стронгин, Мойсей Біленький, начальник Головного управління навчальних закладів Наркомату легкої промисловості Лев Шейнін. 3 липня був заарештований Леон Тальми. Соломон Хайкін (керівник прес-центру ЄАК) був заарештований 13 листопада 1951 року.
На момент розгону комітету у президії ЕАК перебувало 20 осіб. Троє з них були заарештовані: Герой Радянського Союзу, генерал-полковник Яків Крейзер, академік Олександр Фрумкін, профспілковий діяч Мойсей Губельман.
З справою ЄАК також був пов'язаний арешт дружини В'ячеслава Молотова Поліни Жемчужної 21 січня 1949 року. Приводом стала її зустріч на дипломатичному прийомі з послом Ізраїлю Ґолдою Меєр у листопаді 1948 року, після якої міністр держбезпеки Віктор Абакумов став фабрикувати справу, намагаючись зв'язати Жемчужну з ЄАК. Проте зломити її на слідстві не вдалося, вона ні в чому не зізналася і її справа розглядалася окремо.

## Реакція на арешти
Оскільки офіційних повідомлень про арешти не було, то зовні це виглядало як зникнення цілої низки людей. На Заході це викликало занепокоєння, оскільки багато з них були досить відомі і за межами країни.
На науково-культурної конференції в Нью-Йорку в березні 1949 року голові Спілки письменників СРСР Олександру Фадєєву довелося брехати, що він бачив своїх єврейських колег зовсім недавно. Мовчав і обманював західних колег і кореспондентів також письменник Ілля Еренбург.
У квітні Національний комітет Комуністичної партії США доручив Говарду Фасту цілком таємно пред'явити на зустрічі з тим же Фадєєвим в Парижі звинувачення СРСР «в кричущих акти антисемітизму». Фадєєв у відповідь на перерахування фактів репресій, зникнень і антиєврейських публікацій у пресі заявив, що антисемітизму в СРСР немає. Співакові Полю Робсону у червні 1949 року під час перебування в Москві МДБ з метою дезінформації влаштувало зустріч з Іциком Фефером — його переодягли і привезли з в'язниці в готель до американця, проте Робсон здогадався про інсценування і, крім того, отримав інформацію від знайомих москвичів. Тим не менш, американські ліві, навіть маючи уявлення про реальну ситуацію, публічно продовжували захищати СРСР і заперечувати факти.
У самому СРСР за трьох заарештованих (академіків Парнаса і Штерн і доктора Шимеліовича) ризикнула публічно заступитися тільки одна людина — 90-річний український академік Микола Гамалія. 4 і 16 лютого 1949 року він надіслав Сталіну листа, в яких пов'язав арешти з антисемітизмом, який «пишним цвітом розквітнув останнім часом і в нашій країні».

## Наслідок

### Підготовка
Матеріали проти членів ЄАК МДБ накопичувало з 1945 року. Була введена тотальне стеження за будь-якими діями єврейських активістів. Наприкінці 1945 — середині 1946 років СРСР відвідав лівий американський журналіст, редактор газети «Дер тог» (День) Бенціон Гольдберг, супроводжувати якого було доручено Феферу і Михоэлсу. Стеження за Гольдберг здійснював і звітував МДБ раніше завербований Фефер. ЕАК передав Гольдбергу цілий ряд радянських пропагандистських матеріалів. Згодом це було інкриміновано як шпигунська діяльність, а сам Гольдберг був названий американським шпигуном. Заднім числом американські шпигуни був зарахований відвідав СРСР після Гольдберга редактор американської комуністичної газети «Моргн фрайхайт» Поль (Пейсах) Новик. Більш того, Гольдберг, як з'ясувалося, співпрацював з радянською розвідкою, обидва вони з Новіком піддавалися переслідуванням в США за комуністичні переконання.
Безпосереднім приводом до порушення кримінальної справи на керівників ЕАК послужили сфальсифіковані і отримані з допомогою систематичних побоїв свідчення старшого наукового співробітника Інституту економіки АН СРСР Ісаака Гольдштейна і старшого наукового співробітника Інституту світової літератури АН СРСР 3ахара Грінберга, заарештованих відповідно 19 і 28 грудня 1947 року. Обидва вони загинули в ув'язненні.
На початку 1948 року були арештовані і піддані жорстоким тортурам ряд співробітників Радінформбюро. Від них були отримані свідчення, що викривають Лозівського[джерело?].
26 березня 1948 року міністр держбезпеки Віктор Абакумов представив на ім'я В. В. Сталіна, В. М. Молотова, А. А. Жданова і А. А. Кузнєцова доповідь, в якому звинувачував членів ЕАК у зв'язках з американською розвідкою і використанні ЄАК для прикриття і антирадянської націоналістичної діяльності. Однак у той момент радянське керівництво по зовнішньополітичних причин не було готове розгорнути репресивну кампанію проти ЄАК. Як пише Костирченко, ліквідація ЄАК відразу ж після загибелі Міхоелса могла породити небажані асоціації, але головна причина була в тому, що це могло дискредитувати курс Сталіна на підтримку створення Держави Ізраїль.
Санкція на масові арешти членів ЄАК була дана після отримання свідчень Гофштейна в грудні 1948 року.

### Допити
Після проведення арештів у грудні 1948 — лютому 1949 років, весь 1949 рік 35 слідчих МДБ інтенсивно проводили допити і очні ставки по справі. Розслідування очолили начальник слідчої частини з особливо важливих справ МДБ СРСР генерал-майор Олександр Леонов та його заступники, полковники Михайло Лихачов і Володимир Комаров. Саме вони внесли на першому етапі максимальний внесок у фабрикацію справи.
Протягом декількох місяців слідство домоглося визнання обвинувачених по 4-м пунктами:
- єврейський буржуазний націоналізм
- створення антирадянського націоналістичного підпілля
- державна зрада
- співпраця з американською розвідкою.

Свідчення, здобуті з допомогою катувань, оброблялися в секретаріаті Абакумова, яким керував полковник Яків Броверман.
Оскільки з другої половини 1949 року МДБ був зайнятий так званим «ленінградською справою», то інтенсивність допитів по справі ЄАК знизилася. У березні 1950 року всім заарештованим у цій справі, за винятком Фефера, було оголошено про припинення слідства. 25 березня заарештованим пред'явили обвинувальний висновок, в якому фігурували 29 осіб, у тому числі дружина Молотова Поліна Жемчужна.
Більше року питання про направлення справи в суд не піднімалося, слідчі дії не проводилися. Суд не відбувся з ряду причин: частина заарештованих відмовилася від своїх показань, не визнав провину Шимелиович. Крім того, проведенню процесу опиралися деякі високопоставлені радянські керівники, включаючи В'ячеслава Молотова. Було вирішено скоротити кількість осіб ЕАК до 15 осіб, а решту розглядати окремо. Частину заарештованих у справі ЄАК були засуджені до різних термінів ув'язнення Особливою нарадою МДБ, а 22 листопада 1950 року Військова колегія Верховного суду СРСР засудила до розстрілу журналіста і літературного критика Мирру Жєлєзнову (Маріам Айзенштадт) і письменника Самуїла Персова, оскільки, за твердженням слідства, матеріали до друку, які вони готували від імені комітету, містили секретні відомості. Тільки по справі Персова і Жєлєзнової було заарештовано понад 250 осіб. Літературний критик Ісаак Нусінов помер у в'язниці, Самуїл Галкін відбувся 10 роками таборів.
Влітку 1951 року почалася чистка центрального апарату МДБ, після того як за доносом підполковника МГБ Рюміна був заарештований міністр держбезпеки Абакумов, який, за твердженням Рюміна, приховував «терористичний план єврейського націоналіста Я. Этингера». Багато керівників МДБ були заарештовані, в тому числі всі працювали в центральному апараті євреї[джерело?]. У матеріалах слідства це називалося «Справа про сіоністську змову в МГБ», а потім стало відомо про «Справа лікарів», основними фігурантами якого знову були майже виключно євреї[джерело?].
На допитах слідчі намагалися зв'язати своїх колишніх колег з діяльністю ЄАК. В листі від 24 серпня 1951 року на ім'я Маленкова і Берії новий міністр держбезпеки Семен Ігнатьєв повідомляв, що «майже зовсім відсутні документи, що підтверджують свідчення заарештованих про що проводилася ними шпигунської та націоналістичній діяльності під прикриттям ЕАК».

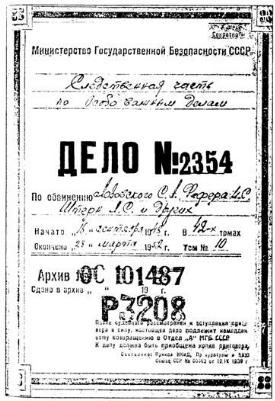
Обкладинка слідчої справи

19 січня 1952 року слідство у справі ЄАК відновилося під керівництвом Рюміна, що став полковником, начальником слідчої частини МДБ з особливо важливих справ і заступником Ігнатьєва. У слідчих був спеціальний запитальник, складений Сталіним, де основне місце займали питання, присвячені зв'язкам заарештованих з іноземними розвідками, але довести шпигунство не виходило. Загальна кількість справ МДБ, пов'язаних з ЄАК, досягало 70. Рюмину допомагали Микола Коняхін і Микола Місяців. У цей період слідчі дії проводилися з ще більш грубими порушеннями законності, ніж у період 1949 року. Рюмін домагався внесення ще одного пункту звинувачення — «терористична діяльність», щоб домогтися прихильності Сталіна, якому в цей час всюди ввижалися змови.
У рамках справи були проведені численні експертизи по визначенню секретності та ідеологічної спрямованості інкримінованих підслідним матеріалів. Зокрема, тільки на пропаганду націоналізму було досліджено 122 документа, найбільшим з яких була «Чорна книга» об'ємом 27 томів. В експертизі брав участь високопоставлений номенклатурний літературознавець Володимир Щербина. Усю цю роботу координувала помічник Рюміна підполковник Павло Гришаєв. Не всі експерти готові були підписувати брехливі звинувачення. Так, один з експертів Н. Н. Пухлов написав, що документи, інкриміновані як секретні, є всього лише передруком англомовної преси. Тим не менш, це звинувачення було включено в обвинувальний висновок.
5 березня 1952 року Гришаєв виніс постанову про об'єднання слідчих справ Лозівського, Фефера, Брегмана, Юзефовича, Шимелійовича, Штерн, Квітко, Маркиша, Гофштейна, Бергельсона, Тальми, Зускина, Теумин, Ватенберга і його дружини в одне слідча справа № 2354. Шестеро з них (Юзефович, Тальми, подружжя Ватенберг, Теумин і Брегман) не мали відносини до практичної діяльності ЄАК і були залучені, на думку Джошуа Рубінштейна, для додання «антирадянського змови» більш широкого розмаху.
Крім того, було прийнято постанову про початок слідства по справах всіх осіб, імена яких фігурували в ході допитів по справі ЄАК. Список підозрюваних включав за різними даними 213 або 230 осіб, у тому числі Іллю Еренбурга, Василя Гроссмана, Самуїла Маршака, Матвія Блантера, Бориса Збарского, Бориса Слуцького та інших. Але цей задум залишився нереалізованим. Були спроби отримати свідчення також на близьких соратників Сталіна Вячеслава Молотова й Лазаря Кагановича.

### Звинувачення

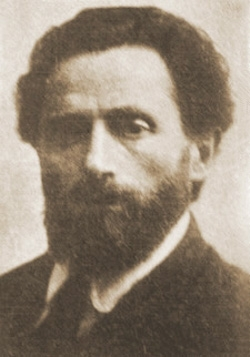
Соломон Лозовський — глава «змови» за версією МДБ

22 березня 1952 року старший слідчий слідчої частини з особливо важливих справ МДБ СРСР підполковник Кузьмін і прокурор військової прокуратури військ МДБ СРСР підполковник Приходько визнали попереднє слідство закінченим, а зібрані докази достатніми для передачі в суд. Обвинувачені почали знайомитися з 42 томами справи. 31 березня Рюмін затвердив обвинувальний висновок з кваліфікацією за КК РРФСР 1926 року — стаття 58, п. 1а, п. 10 (частина 3) і п. 11 — контрреволюційний злочин проти держави, що виразилося в здійсненні шпигунської роботи, а також в розгортанні широкої пропаганди буржуазного націоналізму серед єврейського населення СРСР.
3 квітня наступник Абакумова Семен Ігнатьєв написав листа Сталіну з пропозицією всіх обвинувачених, крім Штерн, розстріляти, а її заслати в табір на 10 років. 5 квітня обвинувальний висновок було затверджено заступником головного військового прокурора генерал-майором юстиції Китаевым, а 7 квітня воно було направлено у Військову колегію Верховного суду.
Заарештовані у справі ЄАК були звинувачені у зв'язках з «єврейськими націоналістичними організаціями Америки», і відправлення в ці організації «інформації про економіку СРСР, а також наклепницької інформації про становище євреїв в СРСР… в тому, що за завданням єврейських націоналістів Америки поставили питання про заселення Криму та створення там єврейської республіки… у виданні „Чорної книги“, здійсненої спільно з єврейськими націоналістами США і Палестини»[джерело?].
Питання про видання «Чорної книги» розглядалося в обвинуваченні окремо. Намір видати її в США інкримінувалося Бенціону Гольдбергу. Укладачі звинувачувалися не лише в «націоналізмі» та «демонстрацію» страждань євреїв у роки війни, але і навіть в пропаганді нацизму, оскільки вони «з підозрілою надмірної детальністю викладають расистські погляди Гітлера». Цитування задумів керівників нацистів, на думку звинувачення, було наданням трибуни цим поглядам. Співпраця з газетою «Ейнікайт» автоматично кваліфікувалося як «буржуазно-націоналістична пропаганда».
21 квітня відбулося так зване попереднє засідання Військової колегії Верховного суду за участю заступника головного військового прокурора генерал-майора Китаєва, який доповів обставини справи та суть звинувачення. Він запропонував затвердити обвинувальний висновок і зрадити обвинувачених суду Військової колегії Верховного суду СРСР з розглядом справи в повністю закритому режимі: не тільки без публіки, але і також без участі звинувачення і захисту. Співдоповідач, генерал-лейтенант юстиції Чепцов, погодився з Китаєвим. Такий порядок формально відповідав тодішнім нормам судочинства по справах про контрреволюційних злочинах, хоча, по суті, це був чистий свавілля.
Список обвинувачених:
- Лозовський, Соломон Абрамович — колишній заступник наркома закордонних справ СРСР, начальник Радінформбюро;
- Фефер, Ісаак Соломонович — поет, секретар ЄАК;
- Брегман, Соломон Леонтійович — заступник міністра Держконтролю УРСР;
- Юзефович, Йосип Сигізмундович — співробітник Радінформбюро;
- Шимеліойович, Борис Абрамович — головний лікар Центральної клінічної лікарні ім. Боткіна;
- Квітко, Лев Мойсейович — поет;
- Маркіш Перец Давидович — поет, секретар Ревізійної комісії Спілки письменників СРСР;
- Бергельсон, Давид Рафаїлович — письменник;
- Гофштейн Давид Наумович — поет;
- Зускін, Веніамін Львович — актор, художній керівник Московського Державного єврейського театру;
- Штерн, Ліна Соломонівна — академік АН СРСР і АМН СРСР, директор Інституту фізіології АМН СРСР і завідувач кафедри фізіології 2-го Медичного інституту;
- Тальми, Леон Якович — журналіст-перекладач Радінформбюро;
- Ватенберг, Ілля Семенович — старший контрольний редактор Державного видавництва художньої літератури на іноземних мовах;
- Теумин, Емілія Ісааківна — редактор міжнародного відділу Радінформбюро;
- Ватенберг-Островська, Чайка Семенівна — перекладач ЄАК.

## Суд
Суд у справі Лозівського та інших розпочався 8 травня 1952 року в залі клубу імені Дзержинського на Луб'янці. Головою суду був генерал-лейтенант юстиції Олександр Чепцов, суддями — генерал-майори юстиції Леонід Дмитрієв та Іван Зарянов. Як стверджував Чепцов в поясненні, направленому 15 серпня 1957 року членам Президії ЦК КПРС, ще до початку процесу міністр держбезпеки Ігнатьєв і його заступник Рюмін повідомили йому, що за їх доповіддю на Політбюро ЦК ВКП(б) було прийнято рішення про розстріл всіх обвинувачених, крім Ліни Штерн.
Незважаючи на те, що слідство зуміло у всіх (крім Шимелійовича) вибити зізнання, на суді після оголошення обвинувального висновку Лозовський, Маркіш і Брегман відкинули свою провину. Фефер і Теумин провину визнали повністю, решта — частково. Обвинувачені Лозовський, Шимелійович і Штерн здійснювали свій захист в наступальній, рішучій манері. Натхненний їх поведінкою, відрікся від своїх свідчень Фефер. Оскільки, окрім вибитих на попередньому слідстві зізнань, ніяких фактичних доказів провини підсудних не було, справа розвалювалася на очах. Воно виявилося настільки «шито білими нитками», що голова суду вирішив домогтися повернення його на дослідування. Слідчі намагалися залякувати обвинувачених у перервах між засіданнями колегії, а Рюмін, користуючись тим, що процес проходив у будинку МГБ, встановив в нарадчій кімнаті суддів підслуховуючий пристрій. Більш того, як пише доктор історичних наук Володимир Наумов, керівництво МДБ відкрито загрожував розправою самому Чепцову.
22 травня Чепцов відновив суд, перевівши закриті допити підсудних, свідків і експертів в будівлю військової колеги на вулиці 25 Жовтня, нині Микільської. Усунення контролю МДБ над процесом, тим не менш, не могло змінити підсумок справи, оскільки Чепцов зрозумів вказівку Маленкова як волю Сталіна.
Згодом Чепцов стверджував, що керувався виключно прагненням «встановити об'єктивну істину» і протистояти «беззаконня» Рюміна, але насправді, згідно з показаннями Гришаєва, «Чепцов критикував це справа не за те, що воно взагалі сумнівно, а за те, що заарештовані не викрито і коріння злочинів не розкриті».
18 липня 1952 року всі обвинувачені, крім Штерн і Брегмана, були засуджені до смертної кари з повною конфіскацією майна. Ліна Штерн була засуджена до 3,5 років таборів, 3 років поразки в правах з подальшою 5-річної посиланням без конфіскації.
Оскільки Брегман 16 червня під час суду був в несвідомому стані помістили в санчастину Бутирської в'язниці, суд 9 липня ухвалив справу стосовно нього призупинити до його одужання і виділити в окреме виробництво. Однак 23 січня 1953 року Брегман помер у в'язниці. 3 червня 1953 року справа щодо Брегмана було припинено у зв'язку з його смертю.

## Страта засуджених та інші події
Після процесу всі засуджені направили в Президію Верховної Ради СРСР прохання про помилування, проте 7 серпня вони були відхилені. 12 серпня вирок був приведений у виконання. Ця дата увійшла в єврейську історію як «ніч страчених поетів», хоча із 13 розстріляних було 4 поета і 1 прозаїк. З членів ЄАК загинули 24 людини і ще кілька десятків були відправлені у табори і на поселення.
Справа ЄАК було лише верхівкою безлічі пов'язаних з ним справ та антиєврейських репресій. Зокрема, у зв'язку з справою ЄАК було арештовано все керівництво Єврейської автономної області.
Всього у зв'язку з кримінальною справою Єврейського антифашистського комітету було у 1948—1952 роках репресовано 125 осіб, у тому числі засуджено до вищої міри покарання — 23, до 25 років виправно-трудових таборів (ВТТ) — 20, до 20 років ВТТ — 3, до 15 років ВТТ — 11, до 10 років ВТТ — 50, до 8 років ВТТ — 2, до 7 років ВТТ — 1, до 5 років ВТТ — 2, до 3,5 років ВТТ — 1, до 10 років заслання — 1, померло в ході слідства — 6, припинені справи після арешту відносно 5 осіб, та й то лише після смерті Сталіна.
До листопада 1955 року ніякої інформації про долю страчених не було, а радянські представники продовжували брехати закордонним колегам. Так, Борис Польовий восени 1955 року в Нью-Йорку заявив Говарду Фасту, що Лев Квітко, як і раніше, живе в Москві зі своєю сім'єю. Аналогічну брехня закордонним колегам розповідали й інші радянські письменники, зокрема Арон Вергеліс. Про розстріл зарубіжна преса повідомила лише в березні 1956 року.

## Реабілітація та оцінки справи
Відразу після смерті Сталіна навесні 1953 року Лаврентій Берія, очоливши об'єднане міністерство МДБ і МВС, ініціював перегляд ряду «гучних» повоєнних справ, включаючи справу ЄАК. Однак його ініціатива щодо реабілітації членів ЄАК була відхилена Микитою Хрущовим і Георгієм Маленковим[джерело?].
Лише влітку 1955 року у відповідь на клопотання Олександра Фадєєва, Самуїла Маршака, Льва Кассіля і інших письменників ЦК КПРС ініціював прокурорську перевірку справи ЄАК. Перевірка цього і ряду інших справ була спровокована Хрущовим в його боротьбі за владу з Маленковим після усунення Берії. Оскільки основні учасники розслідування (Абакумов, Рюмін, Комарів, Лихачов) були розстріляні, генеральний прокурор СРСР Роман Руденко, доповідаючи 1 жовтня результати в ЦК, списав на них всю фальсифікацію справи.
22 листопада 1955 року Військова колегія Верховного Суду СРСР скасувала вирок щодо членів Єврейського антифашистського комітету через відсутність в їхніх діях складу злочину. Родичам розстріляних суди видавали фальшиві довідки про смерть «при відбуванні покарання». Рішення про реабілітацію було секретним, публікацію інформації у відкритій пресі влади заборонили. Відкрито про реабілітацію членів ЄАК було заявлено лише у 1988 році.
29 грудня 1988 року Комісія Політбюро ЦК КПРС розглянула матеріали, пов'язані з реабілітацією у судовому та партійному порядку осіб, які проходили по так званій «справі Єврейського антифашистського комітету». Комісія зазначила, що перевіркою даної справи в 1955 році встановлено, що справа за обвинуваченням С. А. Лозівського, В. С. Фефера і інших є сфабрикованими, а визнання обвинувачених на слідстві отримані незаконним шляхом, слідчі працівники, які проводили розслідування даної кримінальної справи, засуджені в 1952—1954 роках за фальсифікацію слідчих матеріалів. В ході розслідування було встановлено, що пряму відповідальність за незаконні репресії осіб, залучених у справі Єврейського антифашистського комітету", несе Георгій Маленков, який мав безпосереднє відношення до слідства та судового розгляду. Рішеннями КПК при ЦК КПРС в 1955 році були відновлені в партії С. А. Лозовський, В. С. Фефер, В. С. Юзефович, Л. М. Квітко, П. Д. Маркіш, Е. І. Теумин, С. Л. Брегман, Л. С. Штерн, а в 1988 році — Б. А. Шимелійович і Д. Н. Гофштейн. Справу було офіційно кваліфіковано як «злочин сталінізму».
У 1992 році в Єрусалимі встановлено пам'ятний знак розстріляним членам ЄАК[джерело?]. У день розстрілу 12 серпня в Ізраїлі проводяться пам'ятні заходи[джерело?]. У Москві на будинку, де працював ЄАК (Прєчістєнка, 10), встановлена меморіальна дошка[джерело?].
Історики розглядають справу ЄАК як початок офіційної антисемітської політики в СРСР. Костырченко вважає, що головним винуватцем нагнітання державного антисемітизму в країні і перетворення Міністерства держбезпеки в ударну силу цієї політики був особисто Сталін. Аналогічної думки про особисту роль Сталіна в доданні репресій антисемітського характеру дотримується доктор історичних наук Андрій Соколов.

## Зноски
1. ↑  Костырченко, 2003, с. 236.
2. 1 2  Рубинштейн, 2002, с. 12.
3. ↑  Костырченко, 2003, с. 365.
4. 1 2  Костырченко, 2003, с. 398.
5. ↑  Блюм, 1996, с. 92—93, 97—98.
6. ↑  Шаблон:Книга:Смиловицкий Л. Л.:Катастрофа евреев в Белоруссии, 1941—1944
7. ↑  Шаблон:Книга:Альтман И. А.:Холокост и еврейское сопротивление на оккупированной территории СССР
8. ↑  Во время войны во фронтовых частях, а ещё более в тылу распространялись слухи о том, что «евреи не воюют», что на фронте их нет, что все они устроились в тилу, в снабжении и так далее, их вклад в победу принижался и замалчивался. В конце войны и сразу после её окончания выжившие на оккупированной территории и возвращающиеся из эвакуации евреи столкнулись как с трудностями при возврате своего жилья и имущества, захваченного в период оккупации соседями, так и с прямыми антисемитскими акциями. См в частности Костырченко, 2003, с. 245—247, 353—361, 441—442 и Шнеер А. И. Часть 3. Глава 2. Антисемитизм в  роки війни в тылу и на фронті // Плен. — Гешарим — Мосты культуры, 2005. — Т. 2. — 620 с. — ISBN 5-93273-195-8.
9. ↑  Костырченко, 2003, с. 237.
10. ↑  Костырченко, 2010, с. 147.
11. ↑  Рубинштейн, 2002, с. 53—54.
12. ↑  Костырченко, 2003, с. 388—389.
13. ↑  Костырченко, 2010, с. 149.
14. ↑  Костырченко, 2003, с. 361—365.
15. ↑  Костырченко, 2003, с. 365—366.
16. ↑  Костырченко, 2010, с. 145—146.
17. ↑  О так называемом «деле Еврейского антифашистского комитета» [Архівовано 30 жовтня 2012 у Wayback Machine.], «Известия ЦК КПСС», 1989 г., № 12
18. ↑  Рубинштейн, 2002, с. 5.
19. ↑  Костырченко, 2003, с. 389—392.
20. ↑  Костырченко, 2010, с. 154—159.
21. ↑  Медведев Ж. А. Убийство Соломона Михоэлса // Сталин и еврейская проблема. Новый анализ. — М. : Права человека, 2003. — 288 с.
22. ↑  Рубинштейн, 2002, с. 5—6.
23. ↑  Еврейский антифашистский комитет. Международная школа преподавания и изучения Катастрофы. Яд ва-Шем. Архів оригіналу за 26 липня 2013. Процитовано 14 липня 2013.
24. ↑  Костырченко, 2003, с. 393.
25. ↑  Костырченко, 2003, с. 392—395.
26. ↑  Рубинштейн, 2002, с. 54—56.
27. ↑  Костырченко, 2003, с. 400—407.
28. ↑  Костырченко, 2003, с. 417—422.
29. 1 2  Рубинштейн, 2002, с. 56.
30. ↑  Костырченко, 2003, с. 351—352.
31. ↑  Костырченко, 2003, с. 488—494.
32. ↑  Кандель Ф. Очерк восемьдесят второй[недоступне посилання з Июнь 2018]
33. 1 2  Блюм, 1996, с. 101.
34. ↑  Качергински Ш. «Цвишн хамэр ун сэрп („Между молотом и серпом“). К ликвидации еврейской культуры в СССР», 1949, Париж
35. ↑  Бейзер М. Евреи борьбы. Еврейское национальное движение в СССР (1967—1989). Сохнут. Архів оригіналу за 1 липня 2013. Процитовано 2013-6-27. {{cite web}}: Cite має пустий невідомий параметр: |datepublished= (довідка) [Архівовано 2009-02-18 у Wayback Machine.]
36. ↑  Рубинштейн, 2002, с. 6.
37. ↑  Блюм, 1996, с. 102—103.
38. ↑  Блюм, 1996, с. 104.
39. ↑  Костырченко, 2003, с. 693.
40. ↑  Костырченко, 2010, с. 139.
41. 1 2  Костырченко, 2003, с. 474.
42. ↑  Костырченко, 2010, с. 193.
43. ↑  Костырченко, 2003, с. 351.
44. ↑  Медведев Ж. А. Судьба Еврейского антифашистского комитета // Сталін и єврейська проблема. Новый анализ. — М. : Права человека, 2003. — 288 с.
45. 1 2  Костырченко, 2003, с. 423.
46. ↑  Из показаний Д. Н. Гофштейна об обстоятельствах создания ЕАК. Фонд Александра Яковлева. Архів оригіналу за 10 липня 2013. Процитовано 2013-7-5.
47. ↑  Рубинштейн, 2002, с. 57—58.
48. ↑  Костырченко, 2003, с. 423, 426.
49. ↑  Рубинштейн, 2002, с. 58—59.
50. ↑  Рубинштейн, 2002, с. 59.
51. ↑  Шноль С. Э. Глава 24.  Академик Яков Оскарович Парнас (1884-1949) // Герои, злодеи, конформисты отечественной науки. — 3. — Букинист, 2010. — 720 с. — (Наука в СССР: Через тернии к звездам). — ISBN 978-5-397-00711-5.
52. ↑  Костырченко, 2003, с. 443—444.
53. 1 2  Костырченко, 2003, с. 450.
54. ↑  Рубинштейн, 2002, с. 60—61.
55. ↑  Флят Л. «Прошу полной реабилитации». Мы здесь. Архів оригіналу за 5 липня 2013. Процитовано 2013-7-2. {{cite web}}: Cite має пустий невідомий параметр: |datepublished= (довідка)
56. ↑  Рубинштейн, 2002, с. 61—62.
57. ↑  Рубинштейн, 2002, с. 62.
58. ↑  Рубинштейн, 2002, с. 65—66.
59. ↑  Рубинштейн, 2002, с. 62—63.
60. ↑  Фаст Г. Как я был красным. «Дружба Народов». Архів оригіналу за 1 липня 2013. Процитовано 2013-6-27. {{cite web}}: Проігноровано невідомий параметр |datepublished= (можливо, |publication-date=?) (довідка); Проігноровано невідомий параметр |description= (довідка)
61. ↑  Рубинштейн, 2002, с. 64—65.
62. ↑  Рубинштейн, 2002, с. 63—65.
63. ↑  Костырченко, 2003, с. 452.
64. ↑  Костырченко, 2003, с. 353.
65. ↑  Костырченко, 2003, с. 369—370.
66. ↑  Костырченко, 2003, с. 370—371.
67. ↑  Костырченко, 2003, с. 382—385.
68. ↑  Костырченко, 2010, с. 151—153.
69. ↑  Костырченко, 2003, с. 385, 387.
70. ↑  Костырченко, 2003, с. 397.
71. ↑  Министр Государственной Безопасности СССР - Советскому руководству: обвинение ЕАК в незаконной деятельности. Фонд Александра Яковлева. Архів оригіналу за 10 липня 2013. Процитовано 2013-7-5.
72. ↑  Костырченко, 2010, с. 163.
73. 1 2 3  Костырченко, 2003, с. 454.
74. ↑  Костырченко, 2003, с. 453.
75. ↑  Рубинштейн, 2002, с. 66—67.
76. ↑  Наумов, 1994, с. 8.
77. 1 2 3  Наумов, 1994, с. 9.
78. ↑  Советский Союз. Евреи в Советском Союзе в 1945–53 гг. // Электронная еврейская энциклопедия. (рос.)
79. ↑  Костырченко, 2003, с. 479.
80. ↑  Рубинштейн, 2002, с. 69—70.
81. 1 2 3  Костырченко, 2003, с. 465.
82. 1 2  Наумов, 1994, с. 10.
83. ↑  Еврейский антифашистский комитет // Электронная еврейская энциклопедия. (рос.)
84. ↑  Рубинштейн, 2002, с. 71.
85. ↑  Рубинштейн, 2002, с. 7.
86. 1 2 3 4  Наумов, 1994, с. 11.
87. 1 2 3  Костырченко, 2003, с. 469.
88. ↑  Обвинительное заключение по «делу ЕАК». Фонд Александра Яковлева. Архів оригіналу за 2 вересня 2013. Процитовано 17 липня 2013.
89. 1 2 3 4  Костырченко, 2003, с. 470.
90. ↑  Рубинштейн, 2002, с. 72.
91. ↑  Костырченко, 2003, с. 470—471.
92. ↑  Рубинштейн, 2002, с. 75—78.
93. ↑  Костырченко, 2003, с. 472.
94. ↑  Наумов, 1994, с. 12.
95. 1 2  Костырченко, 2003, с. 473.
96. ↑  Наумов, 1994, с. 381—382.
97. ↑  Костырченко, 2003, с. 473—474.
98. ↑  Наумов, 1994, с. 385—386.
99. ↑  Наумов, 1994, с. 387.
100. ↑  Ночь казненных поэтов. Память: между прошлым и будущим. Еврейский мир. Архів оригіналу за 10 липня 2013. Процитовано 2013-7-4. {{cite web}}: Cite має пустий невідомий параметр: |datepublished= (довідка)
101. ↑  Годовщина «Ночи казнённых поэтов». Этноинфо. Архів оригіналу за 10 липня 2013. Процитовано 2013-7-4. {{cite web}}: Cite має пустий невідомий параметр: |datepublished= (довідка)
102. ↑  В память о «Ночи расстрелянных поэтов». Российский еврейский конгресс. Архів оригіналу за 2 вересня 2013. Процитовано 5 липня 2013. {{cite web}}: Проігноровано невідомий параметр |datepublished= (можливо, |publication-date=?) (довідка) [Архівовано 2012-11-14 у Wayback Machine.]
103. ↑  Соколов, 1999, с. 181.
104. ↑  Костырченко, 2003, с. 507.
105. ↑  Костырченко, 2010, с. 192.
106. ↑  Протокол № 7 заседания Комиссии Политбюро по дополнительному изучению материалов, связанных с репрессиями, имевшими место в период 30-40-х и начала 50-х гг., с приложениями. Фонд Александра Яковлева. Архів оригіналу за 3 липня 2013. Процитовано 2013-6-29.
107. ↑  Рубинштейн, 2002, с. 95.
108. ↑  Резник С. Е. Из книги «Вместе или врозь?  Судьба евреев в России» Заметки на полях дилогии Солженицына // Заметки по еврейской истории. — сентябрь 2006. — № 9 (45).
109. ↑  Рубинштейн, 2002, с. 82.
110. ↑  Артизов А. Н. Реабилитация: первые годы. Фонд Александра Яковлева. Архів оригіналу за 2 вересня 2013. Процитовано 20 липня 2013. {{cite web}}: Проігноровано невідомий параметр |datepublished= (можливо, |publication-date=?) (довідка)
111. ↑  Костырченко, 2003, с. 695.
112. ↑  Костырченко, 2010, с. 201.
113. ↑  Костырченко, 2003, с. 480, 695.
114. ↑  Наумов, 1994, с. 4.
115. ↑  Костырченко, 2010, с. 9.
116. ↑  Кимерлинг А. С. Террор на излете. «Дело врачей» в уральской провинции. — Пермь : Пермский государственный институт искусства и культуры, 2011. — 163 с. — ISBN 978-5-91201-074-3.
117. ↑  Костырченко, 2003, с. 388.
118. ↑  Соколов, 1999, с. 177.